# Mei Vidal
Mei Vidal, nom de ploma de Remei Morros Vidal (Preixens, la Noguera (3 de maig de 1957), és llicenciada en Geografia i Història, escriptora, guionista i productora de televisió. Com a escriptora ha publicat juntament amb Ferran Aisa Joan Salvat-Papasseit, l'home entusiasta (Virus, 2002), Camins utòpics, Barcelona, 1868-1888 (Edicions de 1984, 2004), Joan Salvat-Papasseit, 1894-1924 (Base, 2010), El Raval, un espai al marge (Base, 2006) i el mateix títol en llibre de butxaca (Base, 2011) i l'estudi Joan Salvat-Papasseit, l'incendiari de mots, cartes inèdites, articles i poemes esparsos (Lo Diable Gros, 2019). És coautora del llibre Marçal de Farrera (2006) i autora de Galiza, un camino de ensoñación (Amargord, 2018). També és coautora amb Maria del Pilar Villaverde (il·lustradora) del conte El batec de la Carme Jolonch (Pagès, 2019).
Com a guionista ha treballat per TVE on cal destacar per exemple Llums i ombres que ha estat guardonat amb el Premi del Festival de Televisió de Las Azores el 1993 i Esglésies de Catalunya que ha rebut el premi Sant Francesc de Sales al millor programa de televisió de 1998. Ha estat candidata als premis Emy de Nova York de 1995 pel documental El cant gregorià. I dos documentals per TVE sobre Gaudí de l'any 2002, Gaudí i la Natura i Gaudi i el seu temps.